# هربرت اشمیت
هربرت اشمیت (آلمانی: Herbert Schmidt؛ ۲۸ ژانویه ۱۹۱۴ – ۱۸ سپتامبر ۲۰۰۲) قایقران روئینگ اهل آلمان بود.
وی در مسابقات کشوری و بین‌المللی در مجموع برندهٔ ۱ مدال برنز شده‌است.